# Lac Dâmbovița
Le Lac Dâmbovița ("Lacul Dâmbovița") est un lac situé à Bucarest et à Chiajna, à l'ouest du Lac Morii.
Il recouvre dans une surface de 55 hectares. Le lac se situe à 5 km de la Piața Universității et est localisé entre : le lac Morii à l'Est, le quartier Giuleşti au Nord, Chiajna et la Pădurea Roșu (la forêt rouge) au Sud.
Un projet de route principale souterraine dans les environs : un tunnel, qui relira le Lac Morii et le Lac Dâmbovița (également Chiajna) au Centre Civique (Piața Unirii) et l'autoroute A1